# Glacier de Frêney
Le glacier de Frêney, anciennement glacier de Freiney, en italien Ghiacciaio del Freney, est un glacier d'Italie situé dans le massif du Mont-Blanc, dans le val Vény.

## Géographie
Le glacier naît sur l'adret du mont Blanc de Courmayeur, à environ 3 800 mètres d'altitude et s'épanche vers le sud,. Il est entouré à l'ouest par le glacier du Châtelet et le glacier du Brouillard, à l'est par le glacier de Combalet et au nord-est par le glacier de la Brenva,.

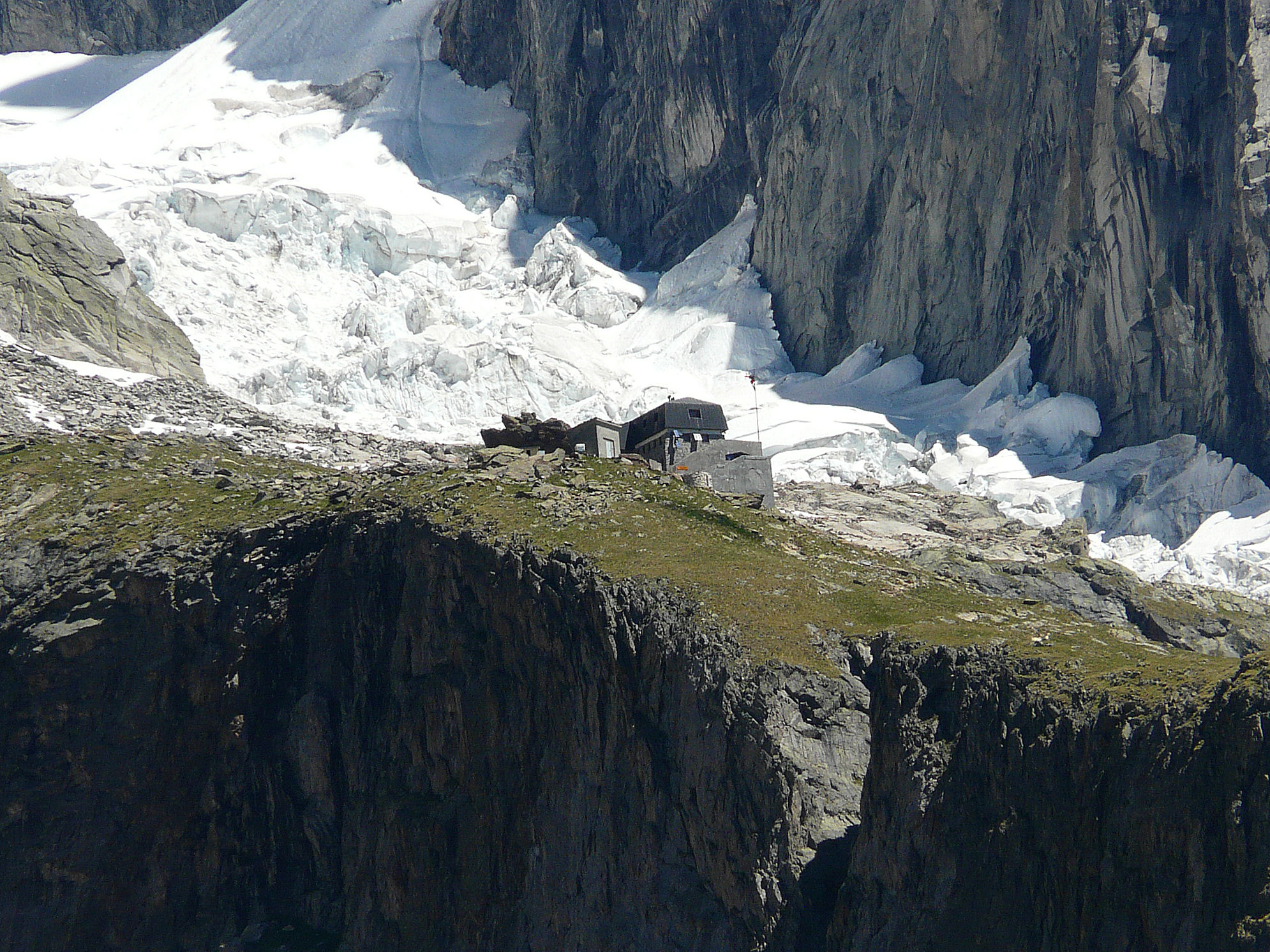
Le refuge Monzino avec en arrière-plan le glacier de Frêney depuis le sud-ouest.